# Evangelische Kapelle (Gaudernbach)

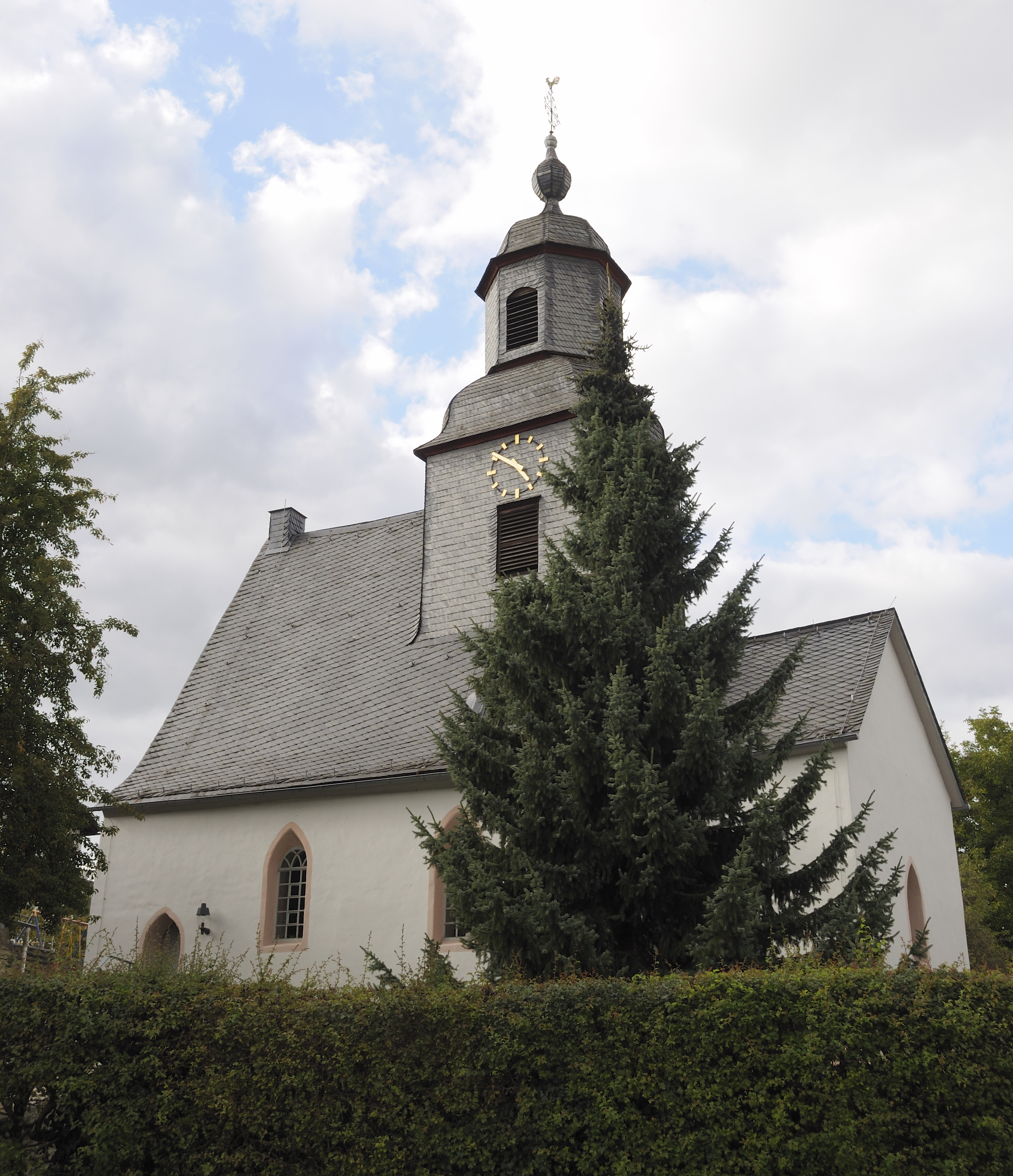
Evangelische Kapelle (Gaudernbach)

Die Evangelische Kapelle Gaudernbach ist ein denkmalgeschütztes Kirchengebäude, das im Ortsteil Gaudernbach der Stadt Weilburg im Landkreis Limburg-Weilburg (Mittelhessen) steht. Die Kapelle gehört zur Kirchengemeinde Schupbach im Dekanat an der Lahn der Propstei Nord-Nassau der Evangelischen Kirche in Hessen und Nassau.

## Beschreibung
Die gotische Saalkirche wurde in der zweiten Hälfte des 13. Jahrhunderts erbaut. Das Kirchenschiff ist mit einem hohen Satteldach bedeckt, das seit dem 18. Jahrhundert zur Hälfte im Osten von einem quadratischen Dachreiter eingenommen wird, auf dem eine achteckige Laterne sitzt. In ihm befindet sich der Glockenstuhl, in dem drei Kirchenglocken der Glocken- und Kunstgießerei Rincker hängen, die eine wurde 1938, die beiden anderen wurden 1950 gegossen. Außerdem beherbergt der Dachreiter seit 1966 eine Turmuhr. Nach Osten schließt sich an das Kirchenschiff ein eingezogener Chor auf quadratischem Grundriss an, der im Innern mit einem Kreuzgratgewölbe überspannt ist. 
Der Innenraum des Kirchenschiffs hat eine Holzbalkendecke. Das Kirchenschiff hat an der Nordseite keine Fenster, die übrigen Fenster sind spitzbogig. An der Nordwand befand sich seit dem 16. Jahrhundert eine Empore, die bei der Renovierung 1966 entfernt wurde. 1985 wurde das Harmonium durch ein Orgelpositiv der Orgelbau Hardt ersetzt.